# Назан Эккес
Назан Эккес (тур. Nazan Üngör; род. 9 мая 1976 года) — немецкая журналистка и телеведущая турецкого происхождения.

## Биография
Эккес, дочь турецких мигрантов из Эскишехира, окончила школу в 1995 году в Леверкузене, где её отец работал в химической и фармацевтической компании.
Её практика на канале VIVA началась как журналистская стажировка в течение 18 месяцев. В 1998 году она официально устраивается работать на этот канал тележурналистом. Также она подрабатывает фрилансером на региональной турецкой газете Haftalık Posta.
В 1999 году Назан Эккес отправляется в Гамбург и ведёт прогноз погоды для канала RTL Television. Она вышла замуж за Клауса Эккеса в 2000 году.
Начиная с 2003 года Эккес вела новости на канале RTL II по выходным.

## Личная жизнь
Была замужем за Клаусом Эккесом с февраля 2000 до 2007 года. В июне 2012 года заключила брак с художником и бывшим манекенщиком Джулианом Кёлом, младшим сыном немецкого политика Андреса Кёла.